# GHMC-Mannigfaltigkeit
GHMC-Mannigfaltigkeiten (global hyperbolische maximal Cauchy-kompakte Mannigfaltigkeiten) sind ein geometrisches Konzept, das als einfaches Modell für (2+1)-dimensionale Gravitation verwendet wird.

## Definition
Eine Lorentz-Mannigfaltigkeit heißt global hyperbolisch, wenn „ein Vorwärtsreisen in der Zeit nie in die Vergangenheit führt“, d. h. wenn es eine raumartige Hyperfläche (Cauchy-Fläche) gibt, die jede maximale kausale Kurve genau einmal trifft.
Eine d-dimensionale Lorentz-Mannigfaltigkeit {\displaystyle M} heißt global hyperbolische maximal Cauchy-kompakte Mannigfaltigkeit, wenn sie global hyperbolisch ist, die Cauchy-Fläche kompakt ist und {\displaystyle M} mit diesen Eigenschaften maximal ist, d. h. {\displaystyle M} nicht isometrisch in eine größere global hyperbolische d-dimensionale Lorentz-Mannigfaltigkeit eingebettet werden kann.

## Satz von Mess
Der Satz von Mess (nach Geoffrey Mess 1990) beschreibt die 3-dimensionalen GHMC-Mannigfaltigkeiten, die diffeomorph zu {\displaystyle S\times \left(0,1\right)} für eine Fläche {\displaystyle S} sind.
Seine Beschreibung verwendet die Identifikation des 3-dimensionalen Anti-de-Sitter-Raumes {\displaystyle AdS^{3}} mit {\displaystyle PSL(2,\mathbb {R} )} und seiner Isometriegruppe {\displaystyle PO_{0}(2,2)} mit {\displaystyle SL(2,\mathbb {R} )\times SL(2,\mathbb {R} )}, unter der die Wirkung von {\displaystyle PO_{0}(2,2)} auf {\displaystyle AdS^{3}} der Wirkung von {\displaystyle SL(2,\mathbb {R} )\times SL(2,\mathbb {R} )} auf {\displaystyle PSL(2,\mathbb {R} )} durch Links- und Rechtsmultiplikation entspricht.
Mit dieser Identifikation erhält man jede GHMC-Struktur auf {\displaystyle S\times \left(0,1\right)} wie folgt. Sei {\displaystyle (\rho _{L},\rho _{R})(\pi _{1}S)} ein Paar Fuchsscher Gruppen. Die Wirkung von {\displaystyle (\rho _{L},\rho _{R})(\pi _{1}S)} auf {\displaystyle \partial _{\infty }AdS^{3}} lässt einen Kreis {\displaystyle \Lambda } invariant, nämlich den Graphen
eines die Wirkung von {\displaystyle \rho _{L}} in die Wirkung von {\displaystyle \rho _{R}} konjugierenden Homöomorphismus {\displaystyle \mathbb {R} P^{1}\to \mathbb {R} P^{1}}. Sei {\displaystyle \Omega \subset \mathbb {R} P^{3}} das Komplement der Vereinigung aller {\displaystyle z^{\perp }} (bzgl. der Lorentz-Metrik) für {\displaystyle z\in \Lambda }. Dann ist
{\displaystyle (\rho _{L},\rho _{R})(\pi _{1}S)\backslash \Omega }
eine GHMC-Mannigfaltigkeit diffeomorph zu {\displaystyle S\times \left(0,1\right)} und der Satz von Mess besagt, dass jede GHMC-Struktur auf {\displaystyle S\times \left(0,1\right)} auf diese Weise entsteht.
Die Holonomiegruppen dieser GHMC-Strukturen werden auch als AdS-quasifuchssche Gruppen bezeichnet.